# Rawe (Textil)

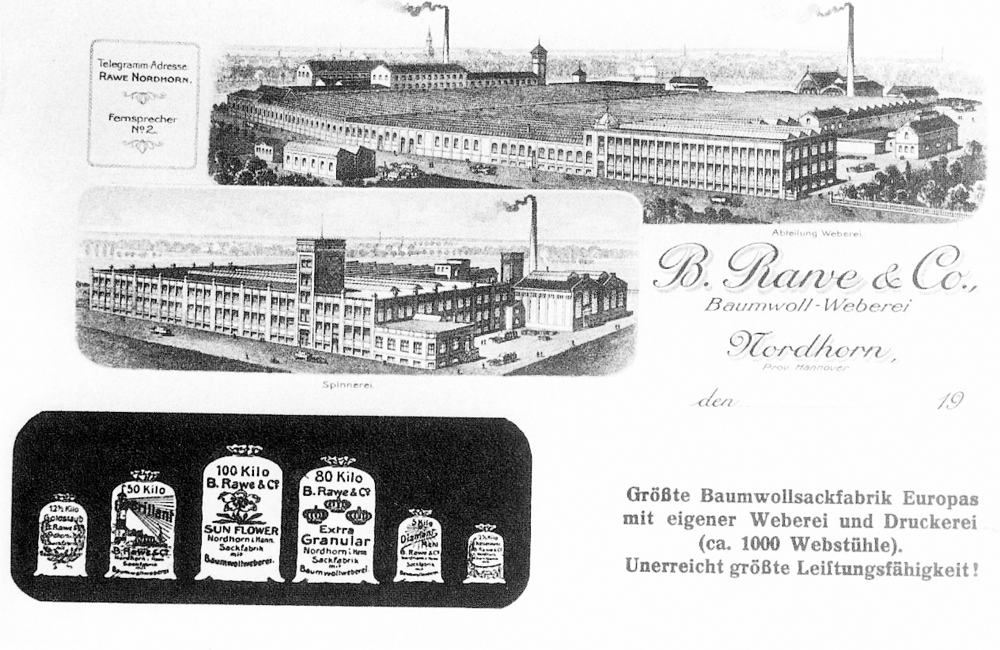
Fabrikanlagen um 1920

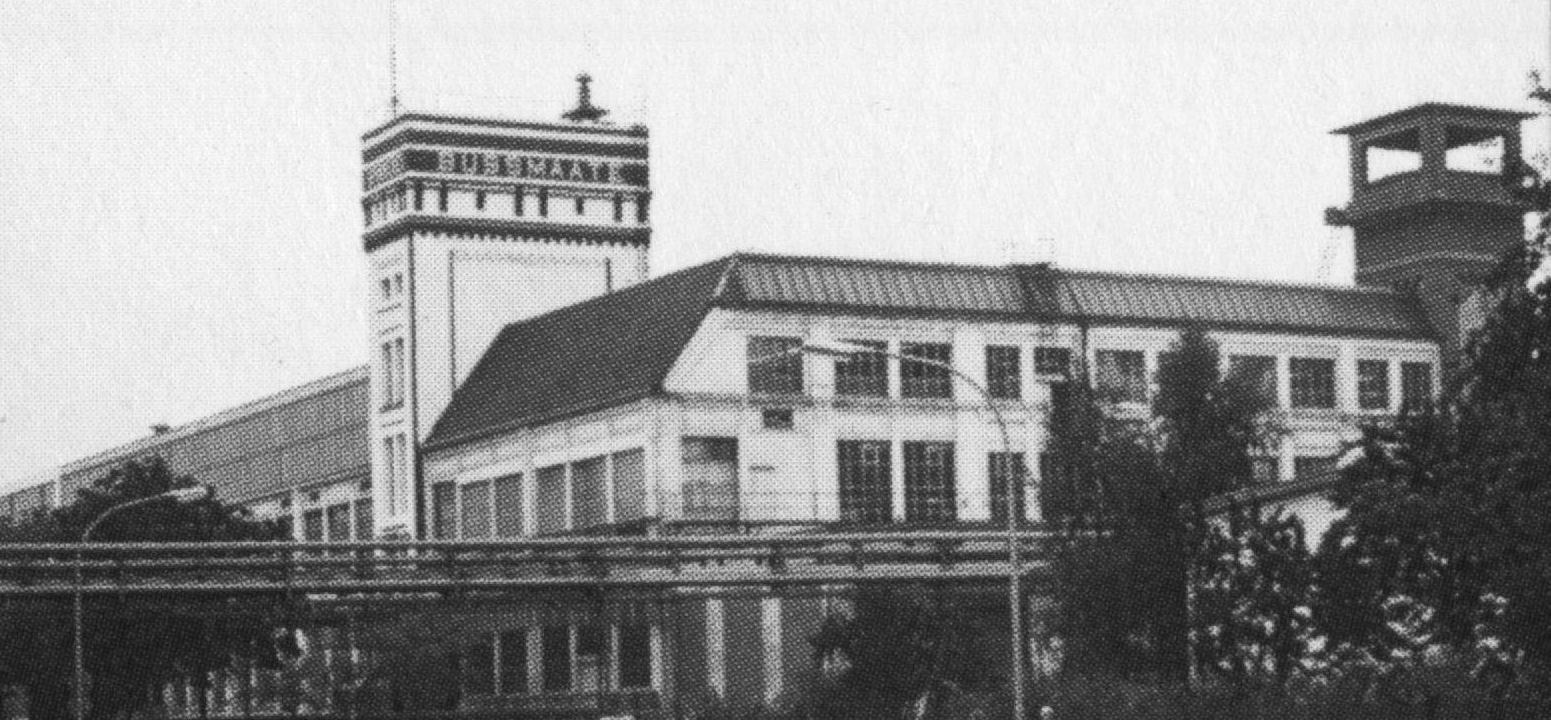
Fabrikanlage in den 1970er Jahren

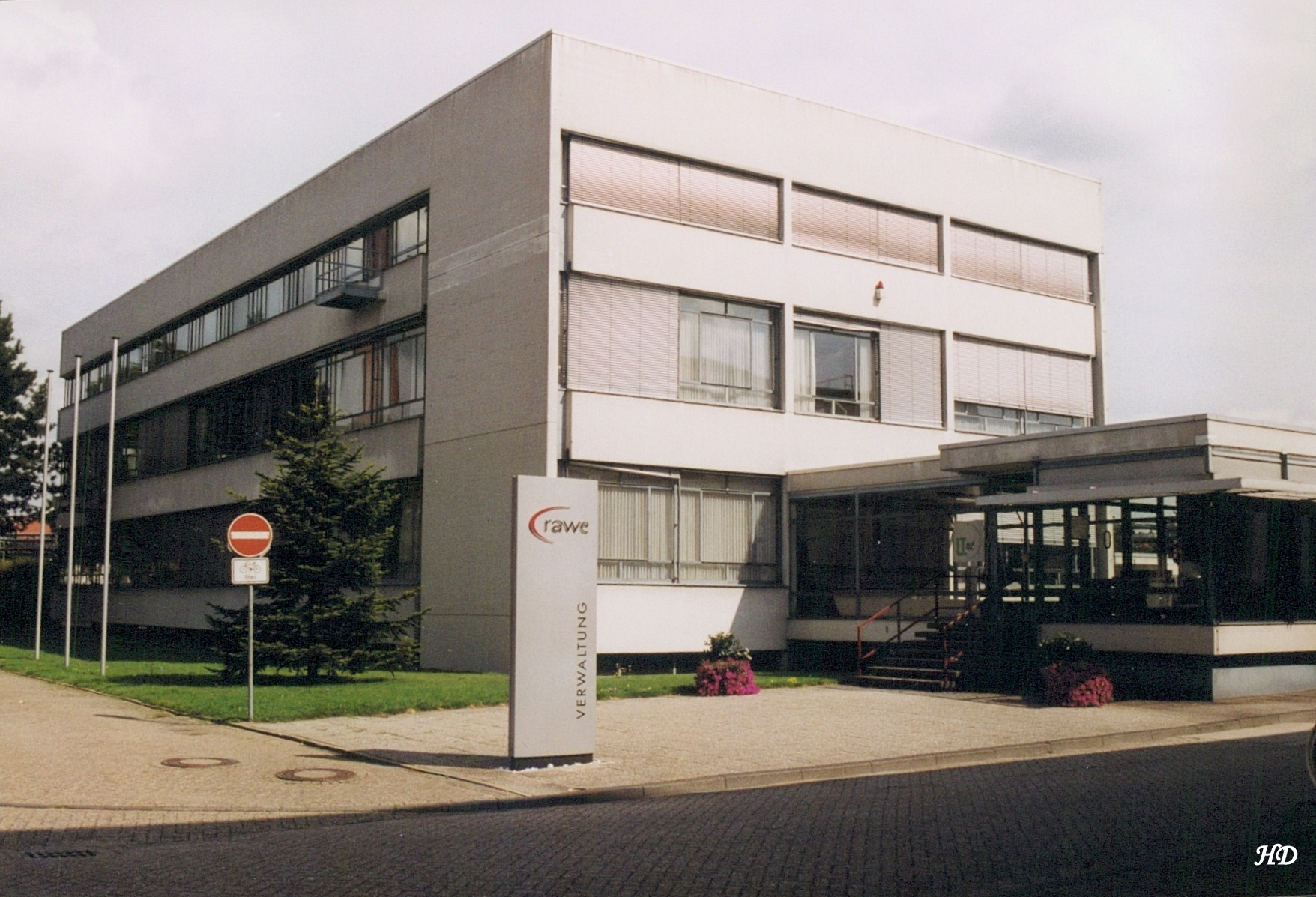
Verwaltungsgebäude im Jahr 2001

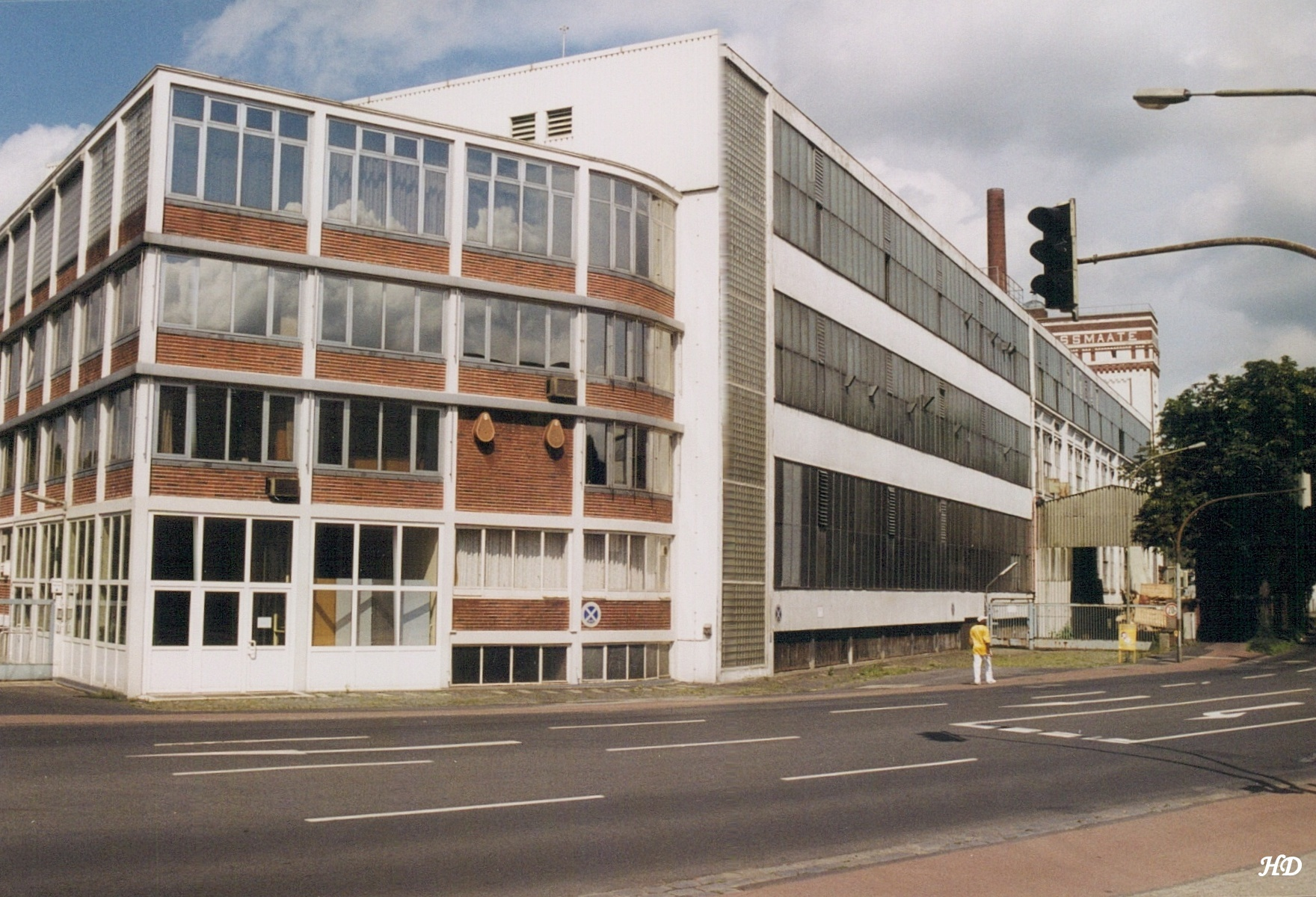
Teilansicht der Fabrikgebäude im Jahr 2001

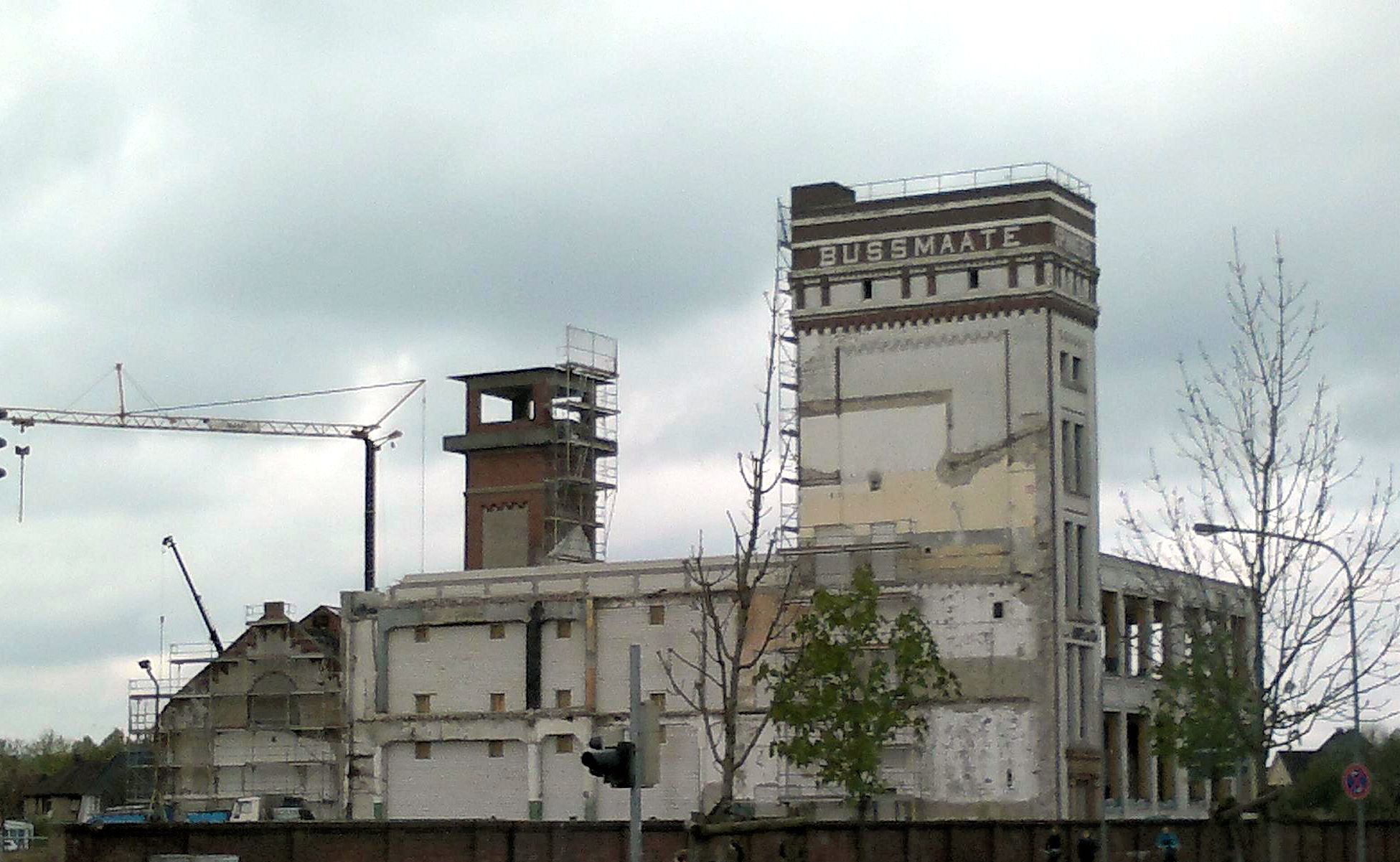
Entkerntes Fabrikgebäude vor dem Umbau 2010

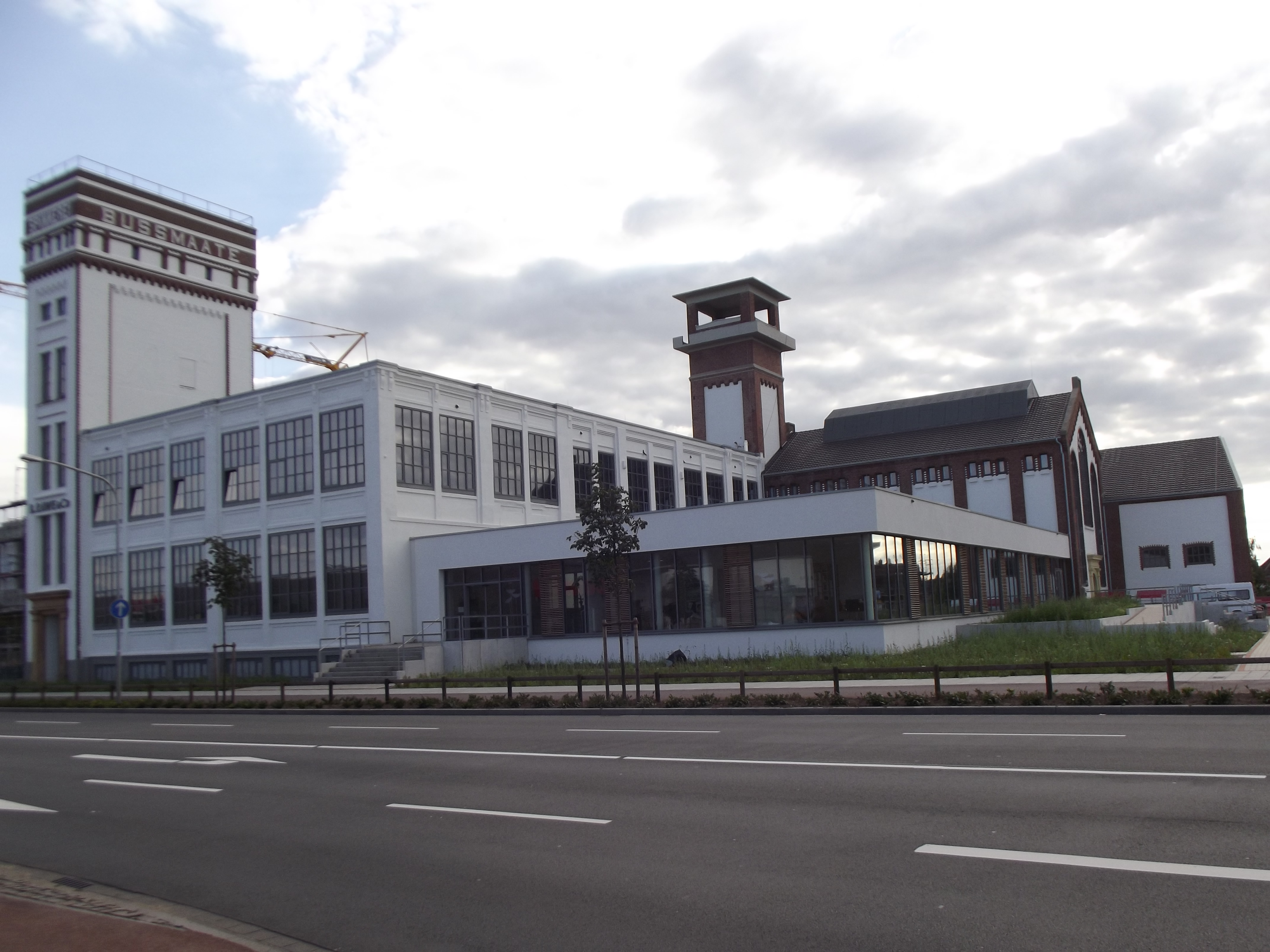
Teilweise umgebautes Fabrikgebäude 2013

Das Unternehmen B. Rawe & Co. war eine Spinnerei und Weberei in Nordhorn in Niedersachsen. Von Bernard Rawe 1896 als Weberei unter der Firma B. Rawe & Co. bzw. 1911 als Spinnerei Bussmaate gegründet, zählte das Unternehmen im 20. Jahrhundert zusammen mit den ebenfalls in Nordhorn ansässigen Unternehmen Ludwig Povel & Co. und NINO AG zu den führenden Textilunternehmen in Deutschland.
Nachdem die 1997 eingeleiteten Sanierungsmaßnahmen nicht erfolgreich waren, und 2001 auch der letzte Produktionsbereich des Unternehmens auslief, wurden auf einem Teilgrundstück ein Einkaufszentrum sowie ein Baumarkt errichtet und 2007 eröffnet. Das westlich des Stadtrings verbliebene Areal fand erst Jahre später eine neue Nutzung. Fast zehn Jahre verblieb mitten in der Innenstadt eine Industriebrache mit einer Bauruine. Die Neubebauung rund um das teilweise erhaltene und nun unter Denkmalschutz stehende Fabrikgebäude mit Wasser- und Staubturm, Kontor, Turbinen- und Kesselhaus wurde 2013 fertiggestellt.

## Geschichte

### Anfänge
Der 22-jährige Textilkaufmann Bernard Rawe (1864–1950) aus Münster lernte 1886 bei einem Tanzkurs Ella Kistemaker kennen, die Tochter des bereits 1875 verstorbenen Nordhorner Fabrikanten Hermann Kistemaker, die er 1888 heiratete und mit der er sich in Nordhorn niederließ. Im selben Jahr wurde er Teilhaber der von seinem Schwiegervater und dessen Bruder Friedrich gegründeten mechanischen Spinnerei Kistemaker, die 1871 aus der Spinnerei und Weberei „Povel & Kistemaker“ hervorgegangen war. Die Baumwollspinnerei, die 50 Arbeitskräfte beschäftigte, die an 3000 Spindeln arbeiteten, firmierte nun unter „Kistemaker & Rawe“.
1889 machte sich Rawe selbständig und errichtete am Hangkamp eine neue Spinnerei, die 8000 Spindeln umfasste und 80 Arbeiter beschäftigte. 1890 gründete er mit seinem Schwager und gleichnamigem Sohn seines verstorbenen Schwiegervaters Hermann Kistemaker (1866–1917) und seinem Freund Kurt Schlieper (1868–1953) aus Elberfeld das Unternehmen „Kistemaker, Rawe & Schlieper“, das die Spinnerei am Hangkamp betrieb. 1896 wurde der Betrieb um die damals einzige Rohnesselweberei im Raum Nordhorn ergänzt, zu deren Zweck das Unternehmen „B. Rawe & Co.“ gegründet wurde, 1911 gefolgt von der „Baumwollspinnerei Bussmaate GmbH“, die Rawe mit dem in Nordhorn geborenen Gronauer Unternehmer Willem van Delden und dessen Schwiegersohn Engelbert Stroink gründete.
Die Bezeichnung „Bussmaate“ geht auf das vom Bauern Busch aus Altendorf zum Zweck der Errichtung der Fabrik erworbene Flurstück Nr. 57, der Flur Bussmaate, zurück. Dieser Flurname wurde bereits 1603 erwähnt. Die neue Fabrikanlage, bestehend aus Spinnereihochbau mit Treppenturm, Bürogebäude, Shedhalle sowie Kessel- und Turbinenhaus, entstand von 1911 bis 1913 nach den Plänen des niederländischen Industriearchitekten Gerrit Beltman (Enschede) und wurde von der Presse gefeiert: „Als neues Zeichen der emporblühenden Textilfabriken kann auch dieser neue Industriepalast seiner Bestimmung übergeben werden“. 1913 gingen 22.000 Spindeln in Produktion.

### Aufstieg
Das Unternehmen wurde schnell erfolgreich. Bis 1938 stieg die Zahl der Beschäftigten von 250 auf 1.600. 
Rawe engagierte sich, wie auch die anderen beiden führenden Textilunternehmen Nordhorns, im sozialen Bereich, insbesondere in der Bereitstellung von Werkswohnungen. War 1900 mit dem Bau von 19 Werkswohnungen begonnen worden, so kamen 1913 im Anschluss an die Fabrikerweiterung 155 neue Wohnungen hinzu. Das Unternehmen verfügte 1921 über 191 Wohnungen, wovon die meisten in zusammenhängender Bebauung in Form von kleinen Reihenhäusern auf der in Fabriknähe gelegenen Fläche der „Bussmaate“ errichtet wurden. Weiterhin waren die Mitarbeiter bis zum Zweiten Weltkrieg in einer betriebseigenen Krankenkasse versichert. Diese betriebliche Sozialpolitik war Teil des patriarchalischen Führungsstils, der in allen drei großen Nordhorner Textilunternehmen gepflegt wurde und an dem die Unternehmer bis in das 20. Jahrhundert festhielten. Qualifiziertes Stammpersonal sollte durch diverse Sozialmaßnahmen an das Unternehmen gebunden, gleichzeitig aber jeder Versuch einer eigenständigen Interessenvertretung verhindert werden, indem missliebige Mitarbeiter kurzerhand entlassen und durch untereinander geführte Absprachen in keinem Betrieb wieder eingestellt wurden.
Rawe überwand die Folgen der 1929 einsetzenden Weltwirtschaftskrise relativ unbeschadet und kaufte etliche Konfektions- und Wäschebetriebe in Rheda, Castrop-Rauxel, Münster und Metelen auf, die unter der Bezeichnung Rawe – Rheda/Wiedenbrück zusammengefasst wurden. Damit entwickelte sich Rawe zum Textilkonzern, der die gesamte Produktion von der Rohfaser bis zur Fertigware vereinte.
1937 wurde hinter dem Spinnereigebäude am Vechteufer eine lang gestreckte Weberei errichtet, was Rawe den Aufstieg zum dritten Großbetrieb der Nordhorner Textilindustrie ermöglichte. 1938 wurde Rudolf Beckmann Geschäftsführer und Hauptgesellschafter, der das Unternehmen durch die Kriegszeit führte. Es waren nun vor allem Frauen, die die im Zuge der Weltwirtschaftskrise 1930/1931 entlassenen niederländischen Textilarbeiter beziehungsweise die zum Kriegsdienst eingezogenen deutschen Arbeiter ersetzen mussten. Im Zweiten Weltkrieg fand eine zunehmende Umstellung der Produktion auf die Bedürfnisse der deutschen Wehrmacht statt, auch unter Einsatz von Zwangsarbeitern. Neben niederländischen Zwangsarbeitern und Zwangsarbeiterinnen waren etliche hundert Frauen aus der Ukraine, Weißrussland und Polen eingesetzt.
Nach Ende des Zweiten Weltkriegs setzte die britische Militärkommandantur den Geschäftsführer Rudolf Beckmann als Landrat für den Kreis Grafschaft Bentheim ein.
Die Bekleidungswelle der Nachkriegszeit führte 1951 zu einer erneuten Erweiterung der Rawe-Anlagen, aber auch zu Entlassungen nach einem Textilarbeiterstreik 1953, wovon unter anderem der Rawe-Betriebsrat Heinz Deymann, zu jener Zeit einer der führenden Köpfe der Nordhorner KPD, betroffen war.
1949 nahm Rawe zusammen mit dem Unternehmen Niehues & Dütting an der New Yorker Exportmesse „Germany 49“ teil. Hatte Rawe in diesem Jahr um 2000 Mitarbeiter in Nordhorn beschäftigt, so stieg die Zahl bis 1957 auf 2600 an.
In den 1950er Jahren überließ die Unternehmerfamilie Rawe ihre ausgedehnten Parkanlagen der Stadt Nordhorn, die zum öffentlich zugänglichen Stadtpark umgestaltet wurden.
Das Unternehmen produzierte vor allem Stoffe für Arbeitskleidung, Unterwäsche, Schlafanzüge, Nachthemden und Schürzen. Die früher übernommenen westfälischen Konfektionsbetriebe zählten weitere 1400 Mitarbeiter.
Ab 1962 verkaufte Rawe – wie es der große Nordhorner Konkurrent NINO vorgemacht hatte – Bekleidung aus Rawe-Stoffen mit dem Warenzeichen eines Raben und der Bezeichnung „Original-Rawe“ als Markenartikel. Kleider, Hemden und Wäscheartikel wurden in den zum Unternehmen gehörenden Rawe – Rheda/Wiedenbrück-Konfektionsbetrieben konfektioniert und mit entsprechenden Etiketten versehen. Alljährliche teure Werbekampagnen sollten den Absatz fördern.

### Rezession und Niedergang
Durch die 1966 einsetzende Rezession, die das Ende des bundesdeutschen Wirtschaftswunders einläutete, erlebte Rawe dramatische Umsatzrückgänge. Die Werbekampagnen sorgten zwar für Aufmerksamkeit und Anerkennung in der Branche, rentierten sich aber nicht mehr. Bald lagerten in Rheda unverkäufliche Lagerbestände im Wert von etlichen Millionen DM. 1966 verkaufte Rawe alle Konfektionsbetriebe an das Stuttgarter Unternehmen Vereinigte Bekleidungswerke R. & A. Becker GmbH, das die Ware weiterhin als „Original Rawe“ deklarierten und zudem in Rheda konfektionierte Rawe-Stoffe bezogen.
1968 schien sich das Unternehmen noch einmal erholen zu können. Rawe stieg zum führenden Hersteller hochmodischer Druckstoffe im Damenoberbekleidungsbereich auf. Auf der Frankfurter Messe Interstoff von 1968 stellte das Unternehmen seine Kollektion aus dem gemeinsam mit anderen Textilproduzenten entwickelten, transparent erscheinenden „Precios“-Stoff vor, der sich erfolgreich vermarkten ließ.
Im Zuge einer Neuorganisation der Produktion spezialisierte sich Rawe ab den späten 1960er Jahren auf die Herstellung von Stoffen im Buntdruckverfahren und gehörte in diesem Bereich bis in die 1990er Jahre hinein zu den führenden Produzenten Deutschlands.
1989 veräußerten die Rawe-Gesellschafter den Nordhorner Traditionsbetrieb an den Frankfurter Wisser-Konzern (Wisag). Der weiterhin in eigener Regie geführte Betrieb verzeichnete zwischen 1988 und 1991 Umsätze von jährlich knapp 240 Millionen DM. Vor allem die auf Buntdrucke spezialisierte Rawe-Veredlung profitierte von einem jahrelangen Boom im Druckbereich, der allerdings 1992/1993 auslief. Durch die Konkurrenz Südostasiens und Osteuropas entwickelte sich ein massiver Preisverfall bei den Garnen, so dass Rawe das Jahr 1992 mit einem Verlust von 12 Millionen DM abschloss. Zwischen 1994 und 1997 brach der Markt für Druckstoffe zusammen. Rawe schrieb rote Zahlen, dringende Investitionen mussten unterbleiben. Die 1990er Jahre waren vom Kampf der Belegschaft gegen den Abbau von Arbeitsplätzen geprägt. 1992 legten 500 Rawe-Arbeiter den Durchgangsverkehr auf dem Nordhorner Stadtring lahm, als sie gegen die beabsichtigte Schließung der Spinnerei mit ihren 240 Arbeitsplätzen protestierten.
Zwischen 1991 und 1997 sank die Zahl der Mitarbeiter von 1.300 auf 800. Es folgten weitere drastische Sanierungsmaßnahmen, wie eine Landesbürgschaft zur Sicherung von Investitionskrediten und ein Lohnverzicht seitens der Belegschaft in Millionenhöhe. Stadt und Landkreis kauften verschiedene Rawe-Grundstücke.
1999 veranstaltete das Unternehmen einen kostenträchtigen Tag der offenen Tür. Eine aufwendige Modenschau zeigte die Rawe-Kollektion für die Saison Frühjahr/Sommer 2000. Kurz darauf wurde aber klar, dass die Sanierung gescheitert war. Zum Jahresende 1999 wurde die Spinnerei geschlossen und die Weberei zum 30. Juni 2000 stillgelegt. Zum 30. Juni 2001 lief auch die Produktion in der Stoffdruckerei aus.
Mit Rawe schloss das letzte große Nordhorner Textilunternehmen seine Tore.

## Nachnutzung

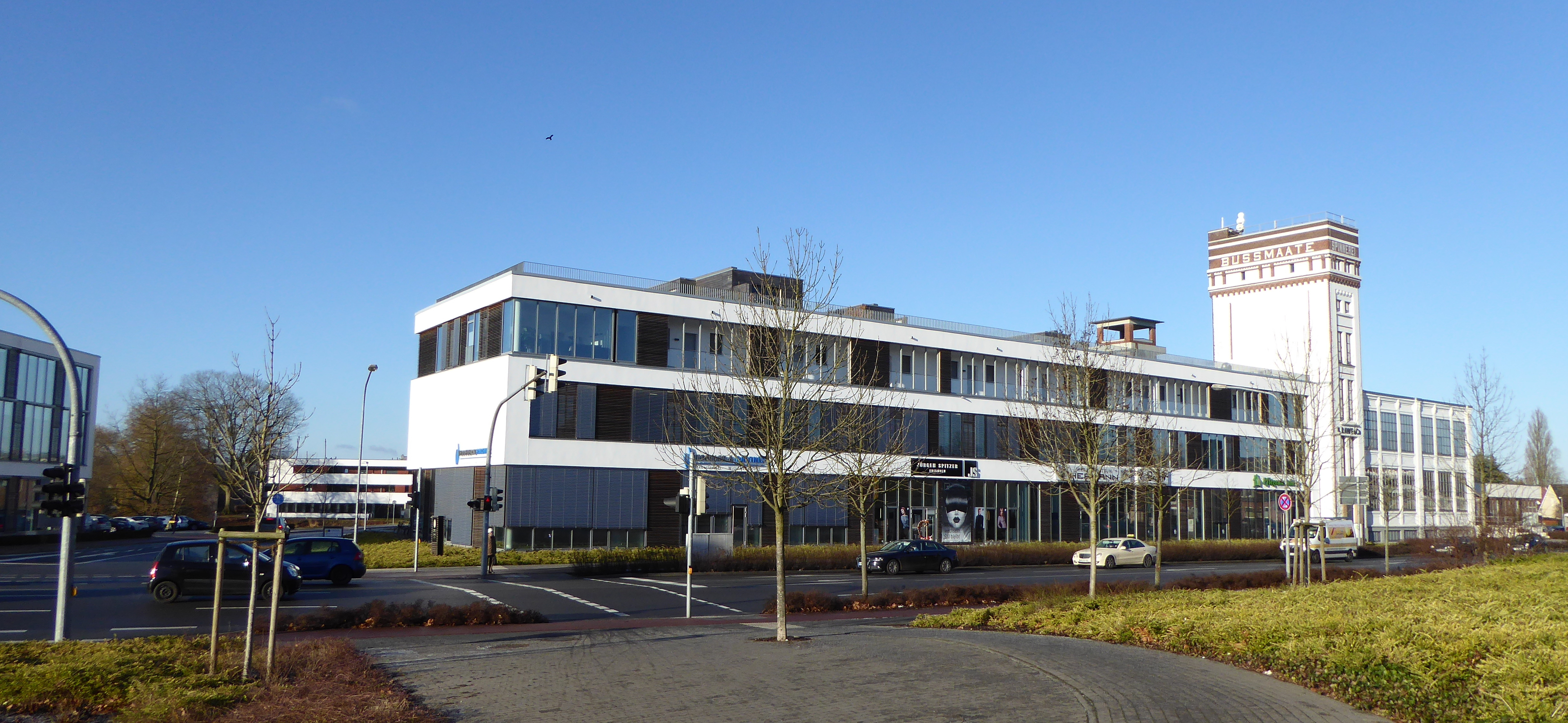
Neunutzung der Fabrikgebäude 2017

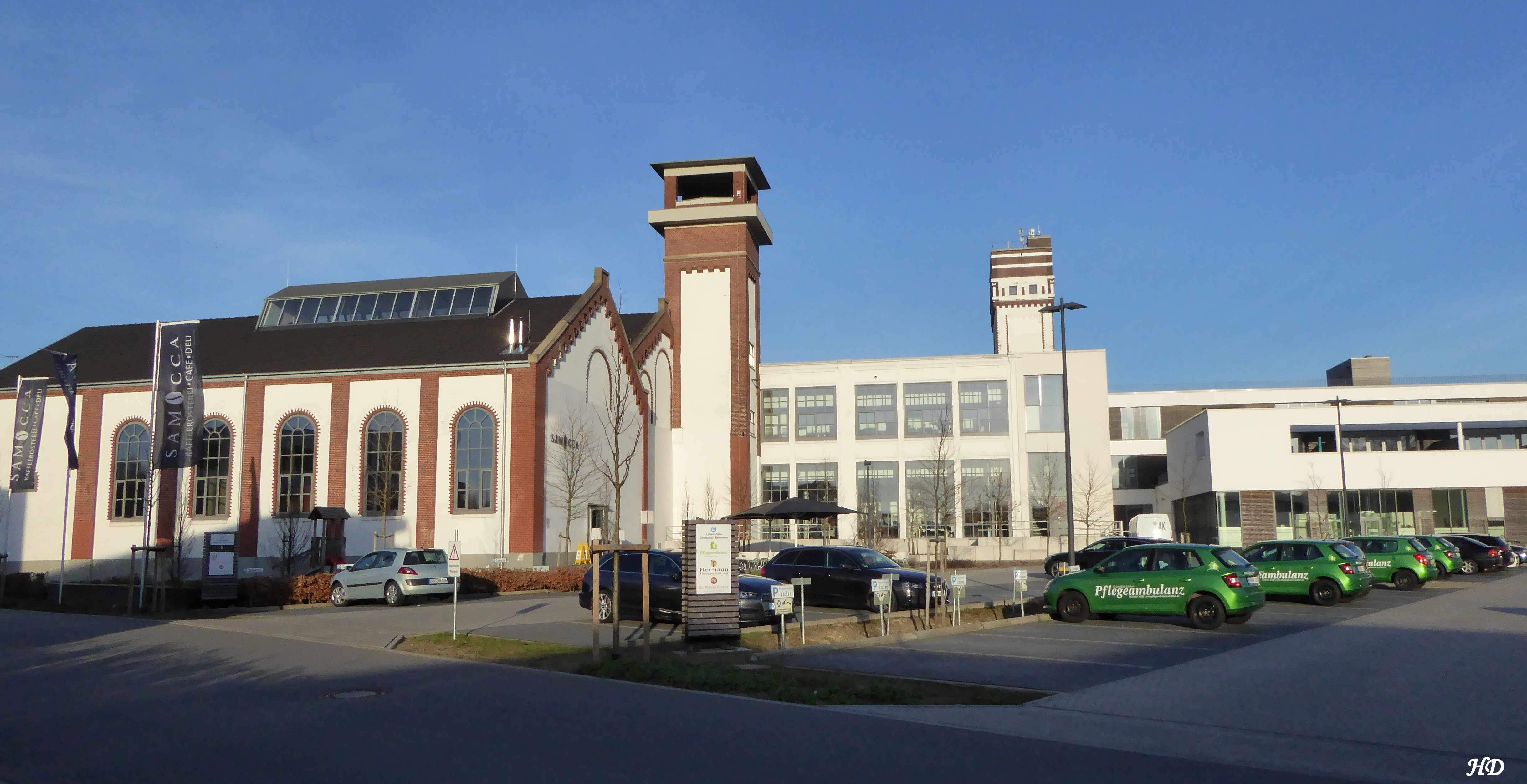
Ansiedlung neuer Unternehmen im sanierten Fabrikgebäude 2017

Nachdem 2001 die Fabrik endgültig schloss, blieb ein riesiges Industriegebiet mit verfallenden Gebäuden und belasteten Böden in der Innenstadt Nordhorns zurück und drohte zur Industriebrache zu werden, weil fast zehn Jahre lang keine sinnvollen Verwendungsvorschläge unterbreitet wurden, für die sich Investoren finden ließen.
2007 wurde auf einem rund 50.000 m² großen Teilgrundstück ein Einkaufszentrum sowie ein Baumarkt mit ca. 23.400 m² Verkaufsfläche und einem großen, ebenerdigen Parkplatz eröffnet.
Das westlich des Stadtrings verbliebene Areal fand erst Jahre später eine Nutzung durch die „EWAR Entwicklungsgesellschaft“. Die Neubebauung rund um das mittlerweile unter Denkmalschutz gestellte Fabrikgebäude mit Wasser- und Staubturm, Kontor, Turbinen- und Kesselhaus sollte 2014 fertiggestellt werden.
Im ehemaligen Kesselhaus wurde eine Kaffeerösterei und ein Café eingerichtet, das von der „Lebenshilfe Nordhorn“ betrieben wird.

## Literatur

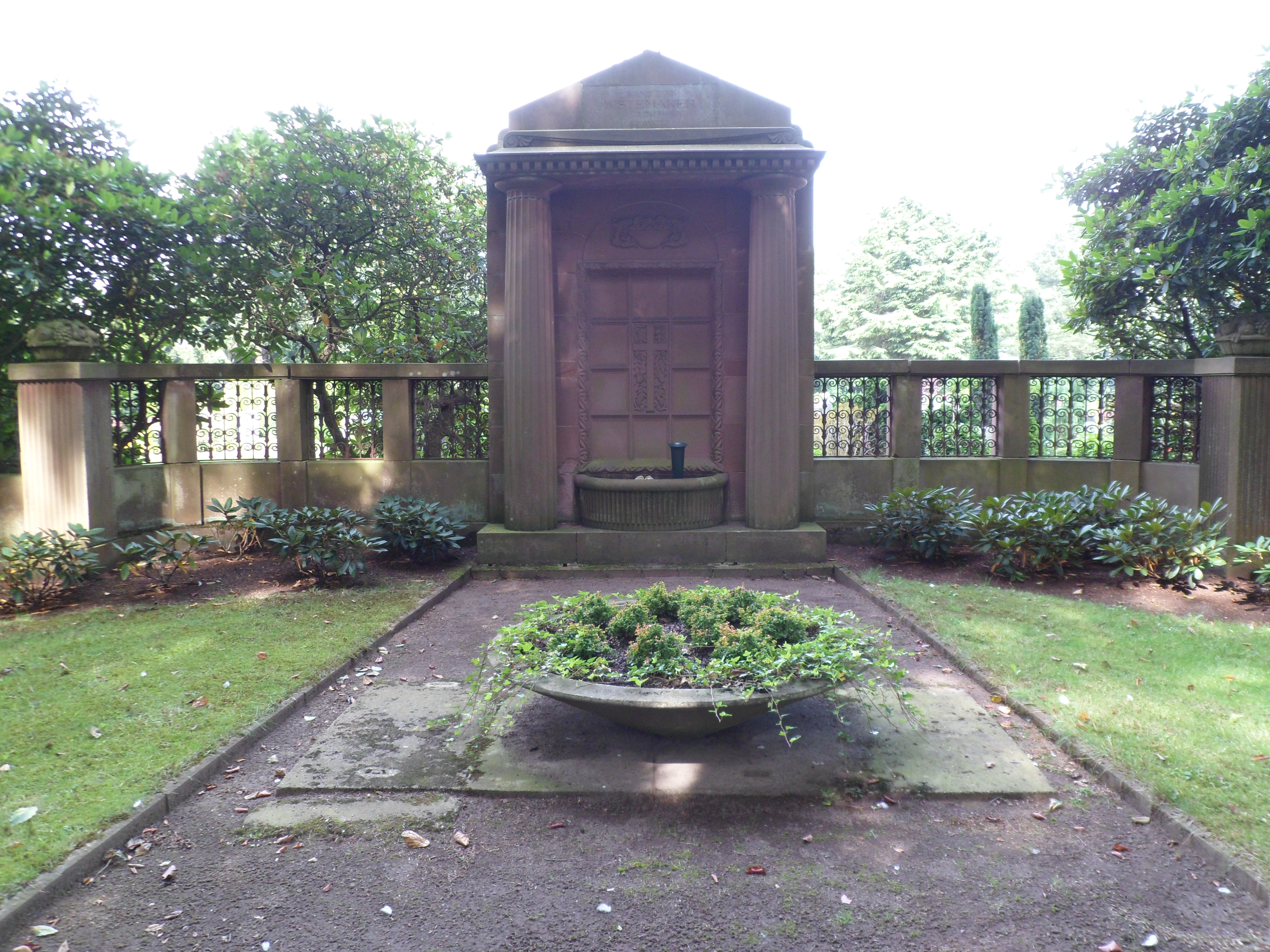
Die denkmalgeschützte Grabstätte Rawe auf dem Nordfriedhof